# 雜阿毘曇心論
《雜阿毘曇心論》，簡稱雜心論，梵語：Saṃyuktābhidharmahṛdaya，佛教論書，由健馱邏國法救（Dharmatrāta）論師所造，是在法勝（Dharmaśreṣṭhin）尊者《阿毘曇心論》的基礎上加以擴充，屬說一切有部。由天竺三藏僧伽跋摩於元嘉11年（434）出，寶雲傳譯，慧觀筆受。

## 譯本
- 雜阿毘曇心，法顯、佛馱跋陀於道場寺譯，已佚
- 雜阿毘曇心，伊葉波羅元嘉三年（426）於彭城譯出，求那跋摩元嘉八年於祇洹寺續譯，已佚
- 雜阿毘曇心，僧伽跋摩元嘉十一年（434）於長干寺出，寶雲傳譯，慧觀筆受

## 歷史
説一切有部論師，造《阿毗達磨大毗婆沙論》，以此為根本論書。因為大毗婆沙論的篇幅太長，難以閱讀攜帶，法勝尊者擇其重點，濃縮成《阿毘曇心論》，在說一切有部中極為盛行。但是《阿毘曇心論》內容又過度簡略，法救論師擇取《阿毗達磨大毗婆沙論》的內容，為《阿毘曇心論》加以擴充、廣演其義，造出本論。
世親造《俱舍論》時，曾參考本書的體例來造論。

## 內容
《雜阿毘曇心論》包含界品、行品、業品、使品、賢聖品、智品、定品、修多羅（契經）品、雜品、擇品、論品等十一部分。